# Tuntex Sky Tower
De Tuntex Sky Tower (Chinees: 東帝士國際廣場) ook wel T & C Tower (Tuntex & Chien-Tai Tower) of 85 SKYTOWER is een wolkenkrabber in Kaohsiung, Taiwan.

## Constructie
De toren bevindt zich in het Ling Ya district en heeft een dakhoogte van 348 meter. Met antenne telt het gebouw een hoogte van 378 m. Het gebouw werd tussen 1994 en 1996 gebouwd en werd geopend in 1997. Het is het hoogste gebouw in Kaohsiung en het was het hoogste gebouw in Taiwan totdat Taipei 101 de wolkenkrabber in hoogte overtrof. De Tuntex Sky Tower verving de Shin Kong Life Tower als hoogste gebouw in Kaohsiung.

## Structurele feiten
De wolkenkrabber heeft een ongewoon 'tandvormig' ontwerp bestaande uit twee gescheiden delen van 35 verdiepingen hoog. Deze gescheiden delen komen samen in een centraal deel wat een spits vormt. Dit unieke ontwerp laat een redelijk grote ruimte onder het centrale deel over. Het ontwerp werd geïnspireerd door het Chinese karakter Kao (of Gao 高). Dat betekent "hoog", het is ook het eerste karakter in de naam van de stad.

## Eigenaren
Het gebouw is in bezit van de Tuntex Group (Chien-Tai is een dochteronderneming) en bestaat hoofdzakelijk uit kantoren, maar bestaat ook voor een deel uit woonruimte, een warenhuis en het Grand Formose Hotel (37ste- t/m 70e verdieping). Het observatiedek is bereikbaar met hogesnelheidsliften die een snelheid hebben van 10 m/s ofwel 36 km/h.